# Steller See
Der Steller See ist ein Baggersee in der niedersächsischen Gemeinde Stuhr im Landkreis Diepholz. Der See liegt südöstlich von Delmenhorst in der Nähe des Autobahndreiecks Stuhr.

## Beschreibung
Der See entstand Anfang in den 1960er-Jahren im Zuge des Baus der Bundesautobahn 1. Sand wurde dort bis 1966 abgebaut.
Nach dem Ende der Sandentnahme wurde um den See, der bereits während der Abbautätigkeit in den Sommermonaten als Badesee genutzt wurde, ein Campingplatz angelegt. Der See, der in landwirtschaftlich geprägtem Gebiet liegt, wird vom Betreiber des Campingplatzes bewirtschaftet. Sanitäre Anlagen, ein Gastronomiebetrieb und ein Imbiss sind vorhanden. Am Nordufer befindet sich ein großer Strandbereich. Liegewiesen befinden sich rund um den See. Im See ist eine Badeinsel verankert. 
In den Sommermonaten wird der Badebetrieb von der Deutschen Lebens-Rettungs-Gesellschaft überwacht. Wassersport ist möglich (außer mit motorbetriebenen Wasserfahrzeugen).